# دانیلا پریس
دانیلا پریس (پرتغالی برزیلی: Daniella Perez؛ ‏ پرتغالی برزیلی:[ˈpɛɾis]؛ ‏ ۱۱ اوت ۱۹۷۰ – ۲۸ دسامبر ۱۹۹۲) بازیگر و هنرمند رقص اهل برزیل بود. وی بین سال‌های ۱۹۸۹ تا ۱۹۹۲ میلادی فعالیت می‌کرد.
وی در سن ۲۲ سالگی توسط ضربات چاقوی همکار هنرپیشه‌اش «گیلهمی جی پادوآ» و با هم‌دستی همسر او «پائولا نوگیرا توماز» به قتل رسید. آنها ۱۸ ضربه چاقو به گردن، ریه و قلب او وارد کردند.
دلیل این جنایت، حسادت و ناامیدی پادوآ در عدم حضور کافی و بازی در سریالی به نام از روح و تن بود که احساس می‌کرد لیاقتش را دارد. از آنجایی که دانیلا، دختر نویسنده و خالق سریال بود و پادوآ فکر می‌کرد مادرش عمداً به او نقش کمتری می‌دهد شروع به آزار و اذیت دانیلا پریس نمود و تلاش کرد او را وادارد تا مادرش سهم بیشتری در نقش‌آفرینی‌ها و صحنه‌های سریال به او بدهد، اما چون این کارهایش به جایی نرسید، شروع به برنامه‌ریزی برای قتل نمود. اتفاقاً یک هفته پیش از قتل دانیلا، شخصیت پادوآ از چندین صحنه این سریال حذف شده بود. همسر پادوآ، «پائولا توماز»، هم نسبت به دانیلا به شدت حسادت می‌کرد، چرا که شخصیت شوهرش و شخصیت دانیلا در سریال از روح و تن، صحنه‌های عاشقانه‌ای با هم داشتند و در نتیجه او نیز در این نقشه قتل همکاری نمود.
پادوآ و توماز به اتهام قتل عمد درجه دو با انگیزه پلید و عدم امکان دفاع قربانی از خودش، به ۱۹ سال زندان محکوم شدند، اما تنها پس از گذراندن ۶ سال از مجازات آزاد شدند.
به سبب خشم مردمی از چنین مجازات اندکی و همچنین به لطف تلاش‌های مادر دانیلا، گلوریا پریس، که کارزاری برای اصلاحات سیستم جزایی برزیل آغاز و امضاهای فراوانی جمع‌آوری نمود، قوانین کیفری برزیل برای نخستین بار در تاریخ این کشور تغییر و لایحه پیشنهادی آنان به قانون مبدل شد (قانون ۸٫۹۳۰ / ۱۹۹۴).
اچ‌بی‌او مکس در مینی‌سریالی مستند به نام پیمان ددمنشانه: قتل دانیلا پریس به ماجرای قتل او پرداخته‌است.